# Polygastrophora omercooperi
Polygastrophora omercooperi is een rondwormensoort uit de familie van de Enchelidiidae. De wetenschappelijke naam van de soort is voor het eerst geldig gepubliceerd in 1961 door Inglis.